# 作物研究所
作物研究所（さくもつけんきゅうじょ）は、農業・食品産業技術総合研究機構の研究所の一つ。

## 概要
- 所在：茨城県つくば市観音台二丁目1番地18
- 所長：岩永勝

## 組織
- 低コスト稲育種研究チーム
- 稲マーカー育種研究チーム
- 稲収量性研究チーム
- 米品質研究チーム
- 稲遺伝子技術研究チーム
- 大豆育種研究チーム
- 大豆生理研究チーム
- めん用小麦研究チーム
- 麦類遺伝子技術研究チーム
- 大麦研究関東サブチーム
- 食用サツマイモサブチーム
- 機能性利用研究チーム
- パン用小麦研究チーム